# راندولف براينت
راندولف براينت (بالإنجليزية: Randolph Bryant)‏ هو قاضي ومحامي أمريكي، ولد في 2 مايو 1893 في شيرمان في الولايات المتحدة، وتوفي في 24 أبريل 1951.